# Das leere Gesicht
Das leere Gesicht (OT The Hollow Man) ist ein Science-Fiction- und Horror-Roman des US-amerikanischen Schriftstellers Dan Simmons.
Die Originalausgabe erschien 1992 unter dem Titel The Hollow Man.
Der Roman handelt von einem Mathematiker, der sich auf eine roadmovieartige Odyssee durch einige US-Staaten begibt, die im Zusammenhang mit seiner Fähigkeit stehen, die Gedanken sämtlicher Menschen lesen zu können.
Der Roman war 1993 für den Locus Award nominiert.

## Aufbau
Die Geschichte entwickelt sich über mehrere Ebenen hinweg. Die Handlungsstränge sind wie voneinander getrennte Storys aufgebaut, die sich aber in ihrer Verschachtelung und den sich nacheinander in Bezug stellenden Handlungen der einzelnen Figuren, rückblickend durch die Erinnerung des Jeremy Bremen, gegenseitig erklären. In zwei Haupterzählebenen gegliedert, als sich abwechselnde Kapitel strukturiert, beziehen und ergänzen sich diese als fortlaufende Erzählung der Vergangenheit und der verlaufenden Realität.
In Form dazwischengeschobener Kapitel, gibt es noch eine dritte, abweichende Ebene, in der ein sich nicht zuordnen lassender Ich-Erzähler einen separaten Blick auf die gesamte Struktur der Erzählung nimmt. Das lässt den Spannungsbogen interessant weit werden.
Jeremy und Gail verfügen über die besondere Fähigkeit der Telepathie, und sie können die Gedanken anderer Menschen lesen. Sie entwickeln im Laufe ihres Zusammenseins einen Gedankenschirm, der sie beide vor dem übermäßigen Eindringen fremder Gedanken schützt. Durch diese extreme telepathische Verbindung, sind sie miteinander wie verwachsen. 
Über diese symbiotische Vereinigung baut der Autor das Konstrukt eines Ideals der geschlechtlichen und geistigen Liebe auf. Das wird jedoch durch das körperliche Getrenntsein der Personen, bis hin zum unüberwindbaren Tod, als nie wirklich perfekt charakterisiert, denn beide haben immer noch Geheimnisse voreinander. Man wird als Leser über weite Strecken hinweg im Schildern des Leids von Bremen, Mitleidender an der Zersetzung dieser am Anfang vermittelten Illusion: der Wunschprojektion, man könnte sich tatsächlich in einer Form lieben, die alle Grenzen überwindet, auch den Tod. Dan Simmons verpackt in diesem Roman auf sehr eindringliche Weise mögliche Antworten auf die grundlegenden Fragen der Menschheit. Durch die Beschreibung der inneren Welten und der individuellen Wahrnehmung seines Helden wird dies auf den Leser übertragen. Gibt es einen Gott? Was ist das Universum? Welche Bedeutung habe ich darin? Was bedeuten Gut und Böse. Was ist die Hölle? Er stellt die Philosophie und Psychologie der Themen Leid, Tod, Hölle, Wahnsinn und die des menschlichen Glücks, der Liebe und Lebens an sich, in den Kontext der Wissenschaft und begründet seine Antworten mit den Ereignissen, die neuronale und quantentheoretische Forschungen offensichtlich geben könnten.   
Deshalb kann er diesen Konflikt als fiktives spirituelles Happy End aufgelöst sehen, das aufgrund seiner vorformulierten Thesen, Theorien und Fiktionen, in einem Garten Eden enden darf, ohne kitschig zu wirken. Aber bleibt es am Ende doch eine Frage des Glaubens, denn es ist nicht klar, ob er Jeremys Traum oder Wirklichkeit formuliert. 
Im Vorwort des Autors dankt er „Dante Alighieri, John Ciardi, T. S. Eliot, Joseph Conrad und Thomas von Aquin“.

## Handlung
Im Sinne der göttlichen Komödie, handelt der Roman von einer Flucht des Helden vor sich selbst. In dieser mit Menschen überfüllten Welt beginnt für seine Wahrnehmung ein Inferno, der Abstieg in die Hölle. Die Handlung gleicht einem Roadmovie, das als Psychogramm beginnend, sich von einem Krimi zu einem perversen Horrortrip entwickelt, bis das Geschehen zum völligen Zusammenbruch führt. Der Held entkommt, in dem er in einem Science-Fiction-Märchen erwacht. Mit seinem Selbstmord beamt er sich anschließend in eine Realität, in der er als scheinbar vollkommener Mensch, mit der geliebten Frau und dem ungeborenen Kind, gleichnishaft wieder aufersteht, was der Idee christlicher Trinität, als auch dem Wunsch nach dem Paradies auf Erden entsprechen könnte.
Die Hauptfigur, Jeremy Bremen, verliert im Lauf der Story seine Frau Gail. Nach ihrem Tod ist Bremen nicht mehr in der Lage, die fremden, eindringenden Gedanken der ihn umgebenden Menschen abzuwehren. Sein Gedankenschirm bricht ein. Er versinkt in tiefe Depression. Als Mathematiker und angesehener Dozent an der Uni von Philadelphia, hatten Gail und er, bevor die Krankheit ausbrach, eine sehr intensive Liebe, eine, für seine wissenschaftliche Arbeit sehr fruchtbare Symbiose gelebt. Durch einen gemeinsamen Besuch bei dem renommierten Neuroforscher Jacob Goldmann finden beide Wissenschaftler, in Form der jeweiligen Forschungsergebnisse des anderen, die Lösung des Problems. Durch das Zusammenfügen der Ergebnisse finden sie den alles erklärenden Puzzlestein. Bremen vertieft sich nach dieser Begegnung immer mehr in die Chaosmathematik, die scheinbar die letzten Fragen der Menschheit beantworten könnte. Kurz vor dem Tod seiner Frau entdeckt er damit die Gleichungen, die alles erklären könnten: Wie das Gehirn, das Denken hervorbringt, was Verstand ist, was Erinnerungen sind, was den Geist des Menschen hervorbringt und wie das alles mit dem Funktionieren des Universums zusammenhängen könnte. Er muss seine Arbeit unterbrechen, als Gail fast nicht mehr in der Lage ist, seine Gedanken zu lesen. Er bleibt bis zu ihrem Ende in Form seiner Geistberührung bei ihr. Als sie stirbt, stirbt ein Teil seiner selbst. Sein Gedankenschirm bricht ein. Er wird  von dem nun einschlagenden Neurobrabbeln, das von den unzähligen Gedanken der Menschen in sein Gehirn einströmt, in einen Zustand tiefen psychischen Leids geworfen. So brutal auf sich und seine nicht mehr zu steuernde Fähigkeit zurückgeworfen, lässt er alles hinter sich und begibt sich in das Martyrium quälender Seelenpein. Die niedrigsten Gedankenwellen ziehen ihn immer tiefer in das primitivste Dasein der Welt, das geprägt ist von fremden Gedanken, die aus dem ihn umgebenden Dasein in Gewalt, Leid, Krankheit, Lust, Misstrauen, Gier, Dummheit, Neid und ungeheurer Brutalität stammen. Seine Odyssee beginnt damit, dass er seine Farm anzündet und flieht.
Er landet in Miami in einer Fischerhütte. Dort wird er Zeuge, wie ein Gangster eine Leiche verschwinden lässt. Dieser entführt den unfreiwilligen Zeugen, um ihn von seinen Mafiakollegen umbringen zu lassen. Doch Bremen gelingt es, in Disney World unterzutauchen und als Goof verkleidet zu fliehen. Er steigt in einen Bus und landet nachts in Denver. Von einer der umherziehenden Jugendbanden ausgeraubt und krankenhausreif geschlagen, findet er sich in einer Klinik der Stadt wieder. Von seinen Gedanken getrieben und um den fremden Gedanken zu entkommen, flieht er noch in derselben Nacht. Er findet bei den Obdachlosen Zuflucht und verbringt eine scheinbar endlose Zeit als alkoholsüchtiger Penner unter den Brücken von Denver. In einem Anfall von angestauter Wut schlägt er einen Vergewaltiger eines Mädchens fast zu Tode. Wieder muss er fliehen. Soul Dad steckt ihn in einen geklauten 79er Pontiac. Aus Utah kommend, landet er in der Wüste. Miz Morgan lügt Deputy Depp an, dass Bremen ihr schon längst erwarteter, neuer Farmarbeiter sei und nimmt Bremen mit auf ihre Two-M Ranch. Auch hier verbringt er eine unbestimmte Zeit, bis das Geschehen zu einem völlig unerwarteten Horrortrip mutiert. Miz, die versucht, ihn auf grausame Weise zu töten, so wie sie es mit unzähligen anderen vor ihm schon getan hat, um ihn dann zu den anderen in ihr Tiefkühlhaus zu hängen, wird selbst zum Opfer. Dem Schauplatz dieses Horrors schwer verletzt entkommen, landet Jeremy auf der vorletzten Station seiner Höllenfahrt in Las Vegas. Zusammen mit seinem Gewinn von über 300.000 Dollar, wird Jeremy von drei Gangstern in einer Piper Cheyenne nach New Jersey entführt. Bremen soll dort von Don Leoni Leuten entsorgt werden. Hier schließt sich der Kreis: Vanni Fucci, der Ganove, hatte ihn auf dem Kontrollbildschirm eines der Casinos wiedererkannt. Nachdem Jeremy die Gedanken des Piloten studiert hat, kann er die Gangster in dem Flugzeug zu einer Schießerei provozieren. Er steuert die Maschine zu einer Bruchlandung.
Wieder ist er der Überlebende. Über seine Identität wissen die Behörden mittlerweile Bescheid, denn seine Fingerabdrücke sind unerklärlicherweise vorhanden. Im Krankenhaus wird er verhört. Wieder plant er akribisch seine nächste Flucht. Doch neben ihm liegt der schwer zugerichtete Robby. Er erinnert sich daran, wie gut es sich anfühlte, als er in Disneyland auf eine Gruppe schwerkranker Kinder traf. Hinter der Maskerade ihre Gedanken lesend, hatte er jedem Kind, den jeweils eigenen Trost gespendet. Ihn überkommt der Wunsch, dies auch mit Robby zu versuchen. In dessen unterentwickelten Geist eingedrungen, findet er sich in einer völlig idealisierten eigenen Welt wieder. Er und Gail sind plötzlich beide an diesem Ort, der offenbar ihrer beider Wahrnehmung entspricht. Er und Gails Geist sind Jeremys Theorie der Wahrscheinlichkeitswellenfronten zufolge, als Hologramme in Robbys Gehirn auferstanden, samt allen Vorstellungen und Erinnerungen ihrer gemeinsamen Realität. Gails Seele war offensichtlich in der Lage, sich im Moment des Todes in sein Gehirn zu retten. Um sich aus dem sterbenden Gehirn des Jungen zu befreien, muss Jeremy Gail wieder loslassen. Er erwacht aus einem Koma. Er hat offensichtlich fünf Tage mit Gail verbracht. 
Die Ärzte sind sprachlos. Man hatte ihn für tot erklärt. Als er wieder klar ist, setzt er seinen längst gefassten Plan durch und flieht zum letzten Mal. Hier endet der erzählerische Bogen: Wieder am Ufer des Ozeans angelangt, wo er die letzten Momente vor Gails Tod mit ihr durch Geistberührung teilte, erschießt sich Bremen.

## Hauptfiguren
- Jeremy Bremen, Mathematiker in Philadelphia mit telepathischer Gabe
- Gail, seine Frau, verfügt über die gleiche intensive Gabe des Gedankenlesens
- Soul Dad, ein schwarzer Penner, der ihm bei der Flucht hilft
- Robby, taubes, blindes, geistig behindertes Kind
- Jacob Goldmann, jüdischer Forscher, verlor Frau und Sohn im Konzentrationslager
- Vanni Fucci, Dieb, Ganove, im Auftrag des Mafioso Don Leoni hinter Bremen her
- Howard Collins, alias Deputy Depp, Officer will Bremen wegen des gestohlenen Wagens verhaften
- Miz Fayette Morgan, Farmerin, Bremens Arbeitgeberin, die sich im Laufe der Handlung als Serienmörderin entpuppt
- Gernisavien, Schildpattkatze von Gail und Jeremy

## Veröffentlichungen
- Dan Simmons: Das leere Gesicht, Heyne 1994, ISBN 3-453-08225-7

## Nachweise
1. ↑  Gewinner und Nominierte 1993